# Linas Kleiza
Linas Kleiza (Kaunas, 3 de janeiro de 1985) é um basquetebolista lituano. Atualmente joga no Emporio Armani.

## Carreira
Kleiza integrou o elenco da Seleção Lituana de Basquetebol nas Olimpíadas de 2008 e 2012.